# 1951年のル・マン24時間レース

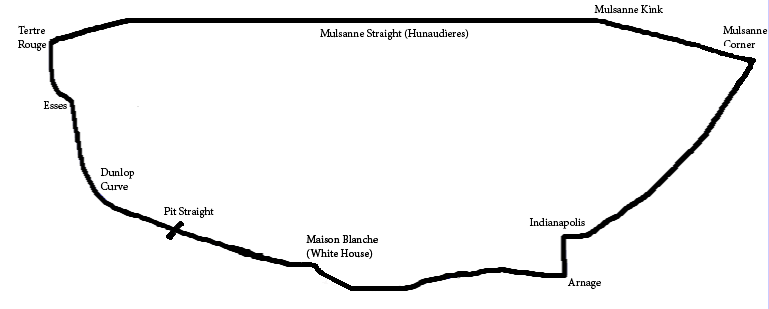
1951年のコース

1951年のル・マン24時間レース（24 Heures du Mans 1951 ）は、19回目のル・マン24時間レースであり、1951年6月22日から6月23日にかけてフランスのサルト・サーキットで行われた。

## 概要
ジャガーは1950年の好成績に気を良くし、レーシングカーのCタイプを開発し4台を投入してワークス参加した。エンジンは3,441cc。
アストンマーティンは2,581cc直列6気筒エンジンを搭載したDB2を5台持ち込んだ。ゼッケンは24号車から28号車。
ベントレーは4,252cc直列6気筒エンジンを搭載したコーニッシュ14号車により出場した。
このほかイギリス車はナッシュ製3,846cc直列6気筒エンジンを搭載したヒーリー19号車、1,250cc直列4気筒エンジンを搭載したMG43号車などが参加した。
いまだドイツに対する風当たりが強い中で競技長であるシャルル・ファルーの招聘によりこの年ポルシェが初参加し、2台のポルシェ・356が第二次世界大戦後最初の国際レースへのドイツ車出場を果たした。これはポルシェワークスチームのレース初参加にもなった。ただしエンジンはフォルクスワーゲン製1,086ccと小排気量で出力は45PSに過ぎず、24時間を走りきるための最小限の改造を受けただけ、ほぼ市販車そのままの状態であった。ドライバーはフランス人コンビのオーギュスト・ヴュイレ/ エドモン・ムーシュ組が務めた。
出走したのは60台。

## 予選
ポルシェは2台のうち1台を失った。

## 決勝
MG43号車はピストン破損でリタイアした。
スターリング・モス/ジャック・フェアマン組のジャガー22号車は1位走行中に惜しくもリタイアとなったが、モスは驚異的なコース記録4分46秒8、この周回の平均速度169.356km/hを残した。

## 結果
完走したのは30台。
ピーター・ウォーカー（Peter Walker ）/ピーター・ホワイトヘッド（Peter Whitehead ）組のジャガー・Cタイプがフランス勢を退け、24時間で3611.193kmを平均速度150.466km/hで走って総合優勝し、ジャガーの初勝利となった。この他ジャガーは21号車が総合11位。
アストンマーティンはランス・マックリン/エリック・トンプソン組の26号車が24時間で3,476.907kmを平均速度144.871km/hで走って総合3位、性能指数部門4位となった。25号車が3,449.290kmを平均速度143.720km/hで走って総合5位、3リットルクラスでは2位。24号車が3,401.590kmを平均速度141.732km/hで走って総合7位。
ナッシュ-ヒーリーはトニー・ロルト/ダンカン・ハミルトン組の19号車が24時間で3,448.730kmを平均速度143.697km/hで走って総合6位。
ポルシェはほぼ市販車そのままの小排気量車による初出場にもかかわらず総合20位、1.1リットルクラス優勝という好成績であった。以降ポルシェの名はル・マン24時間レースに欠かせないものになる。